# Бжозе (гміна)
Гміна Бжозе (пол. Gmina Brzozie) — сільська гміна у північній Польщі. Належить до Бродницького повіту Куявсько-Поморського воєводства.
Станом на 31 грудня 2011 у гміні проживало 3746 осіб.

## Площа
Згідно з даними за 2007 рік площа гміни становила 93.74 км², у тому числі:
- орні землі: 72.00%
- ліси: 13.00%

Таким чином, площа гміни становить 9.02% площі повіту.

## Населення
Станом на 31 грудня 2011:
| Опис     | Загалом | Загалом | Чоловіки | Чоловіки | Жінки | Жінки |
| -------- | ------- | ------- | -------- | -------- | ----- | ----- |
| одиниця  | осіб    | %       | осіб     | %        | осіб  | %     |
| все      | 3746    | 100     | 1941     | 51.82    | 1805  | 48.18 |
| міське   | 0       | 100     | 0        |          | 0     |       |
| сільське | 3746    | 100     | 1941     | 51.82    | 1805  | 48.18 |

## Сусідні гміни
Гміна Бжозе межує з такими гмінами: Бартнічка, Бродниця, Ґродзічно, Кужентник, Лідзбарк, Збічно.